# O-Acétylsérine
La O-acétylsérine est un composé organique de formule chimique CH3COOCH2CH(NH2)COOH. Il s'agit d'un acide α-aminé non protéinogène dérivé de la sérine par acétylation à partir de l'acétyl-CoA sous l'effet de la sérine O-acétyltransférase. C'est un intermédiaire de la biosynthèse de la cystéine chez les bactéries et les plantes, qui la convertissent en cystéine par la cystéine synthase. Sa présence chez l'homme résulte du métabolisme du microbiote intestinal ou de l'absorption directe par l'alimentation.
L'accumulation d’O-acétylsérine est utilisée par les plantes comme signal d'une carence en soufre afin d'accroître l'expression des gènes impliqués dans l'assimilation du soufre. A contrario, sa production est inhibée par la cystéine, qui agit en dissociant le complexe enzymatique cystéine synthase, constitué d'une sérine O-acétyltransférase et d'une O-acétylsérine (thiol)-lyase, ce qui inactive la sérine O-acétyltransférase et bloque donc la production d’O-acétylsérine.